# Визбегово
Визбегово (мкд. Визбегово) је насељено место у општини Бутел, Северна Македонија. Село се налази северно од главног града Скопља и практично је градска четврт.

## Историја
На крају 19. века Визбегово је мешано арнаутско - српско село, у Скопској кази Отоманске империје. По статистикама службеника Бугарске егзархије ("Македонија. Етнографија и статистика“, 1900. године) у Визбегову живи 90 словена православних хришћана, које он наводи као Бугаре.
По подацима тајног дописа бугарског конзула у Скопљу, на почетку 20. века сво хришћанско становништво је у саставу Српске црквене општине Цариградске патријаршије, одн. како се наводи, сви су Србомани.
У току Првог балканског рата село ослобађа српска војска. По завршетку Другог балканског рата и договора око поделе области Македоније село улази у састав Краљевине Србије.

## Визбегово данас
Данас је Визбегово готово спојено са Скопљем. То је велико приградско насеље са 2.817 становника, већином Албанаца.
По националном саставу најбројнији су Албанци - 2.069, следе Македонци - 650 и Срби - 46.